# Dynamite (Jamiroquai)
Dynamite è il sesto album in studio del gruppo musicale britannico Jamiroquai, pubblicato il 20 giugno 2005 dalla Epic Records.

## Tracce
1. Feels Just Like It Should – 3:41
2. Dynamite – 4:55
3. Seven Days in Sunny June – 4:00
4. Electric Mistress – 3:55
5. Starchild – 5:11
6. Love Blind – 3:34
7. Talullah – 6:03
8. (Don't) Give Hate a Chance – 5:00
9. World that He Wants – 3:12
10. Black Devil Car – 4:44
11. Hot Tequila Brown – 4:40
12. Time Won't Wait – 5:00

## Classifiche
| Classifica (2005)              | Posizione massima |
| ------------------------------ | ----------------- |
| Australia                      | 3                 |
| Austria                        | 10                |
| Belgio (Fiandre)               | 15                |
| Belgio (Vallonia)              | 10                |
| Danimarca                      | 22                |
| Europa                         | 2                 |
| Finlandia                      | 6                 |
| Francia                        | 2                 |
| Germania                       | 6                 |
| Giappone                       | 8                 |
| Italia                         | 3                 |
| Nuova Zelanda                  | 18                |
| Paesi Bassi                    | 5                 |
| Portogallo                     | 14                |
| Regno Unito                    | 3                 |
| Spagna                         | 18                |
| Stati Uniti                    | 145               |
| Stati Uniti (dance/electronic) | 2                 |
| Svezia                         | 25                |
| Svizzera                       | 3                 |